# Free! (série télévisée d'animation)
Pour les articles homonymes, voir Free.
Free! est une série télévisée d'animation japonaise sur la natation et l'amitié produite par les studios Kyoto Animation et Animation DO, inspirée du light novel High Speed! de Kōji Ōji. Elle est diffusée entre le 4 juillet 2013 et le 26 septembre 2013 sur Tokyo MX au Japon. Une seconde saison est diffusée entre le 2 juillet 2014 et le 24 septembre 2014. Dans les pays francophones, la série est diffusée en simulcast légal par Crunchyroll.
Un film d'animation intitulé High Speed! -Free! Starting Days- est sorti le 5 décembre 2015. Une trilogie de films d'animation est sortie en 2017. Les deux premiers, Free! -Timeless Medley- Kizuna and Free! -Timeless Medley- Yakusoku sont des récapitulatifs des deux premières saisons, tandis que le troisième film, Free! -Take Your Marks-, propose un scénario inédit. Une troisième saison est diffusée entre juillet et septembre 2018 qui fait également l'objet d'un film récapitulatif Free! Road to the world - Yume. Deux films, sous le titre Free!–the Final Stroke– sont sortis en 2021 et 2022.

## Synopsis
Haruka Nanase est un jeune garçon féru de natation. Avec ses camarades de l'école primaire, Nagisa Hazuki, Makoto Tachibana, et Rin Matsuoka, ils participent à un tournoi de natation, qu'ils remportent. Mais à la fin de l'année scolaire, les quatre copains prennent des chemins différents et se séparent.
Quelques années plus tard, Haruka, Nagisa et Makoto se retrouvent au lycée Iwatobi. Mais Rin, qui était parti vivre et étudier en Australie, refait son apparition et défie Haruka dans une course à la nage. Ses deux amis proposent à Haruka, ainsi qu'une nouvelle recrue, Rei Ryugazaki, de fonder le club de natation Iwatobi pour revoir Rin, qui lui a rejoint l'école de natation Samezuka.

## Personnages

### Personnages principaux
Haruka Nanase (七瀬 遙, Nanase Haruka)
Voix japonaise : Megumi Matsumoto (enfant), Nobunaga Shimazaki (adulte) , voix française : Fanny Dumont (enfant), Grégory Praet (adulte)
Haruka, surnommé Haru, est un garçon de deuxième année (17 ans) du lycée Iwatobi qui aime nager et être dans l'eau. Calme, il montre peu ses sentiments et a du mal à communiquer. Depuis qu'il est enfant, Haruka a développé une véritable passion pour l'eau, et nage dès qu'il en a l'occasion. Son amour pour l'eau est si fort qu'il se déshabille souvent simplement en voyant de l'eau, que ce soit face à une piscine ou à un aquarium. Haru aime d'ailleurs tellement l'eau qu'il a l'habitude de toujours porter un maillot de bain sous ses vêtements.
Son style de nage, qualifié de "beau", captive beaucoup ses amis et les spectateurs en général, mais Haru a la particularité de ne faire que de la nage libre.
À la fin de ses années collège et avant le départ de Rin pour l'Australie, il décide de faire une dernière course contre lui. Rin est alors battu, et sous le coup de la colère décide d'arrêter la natation. Haru, choqué de voir son ami pleurer pour une simple défaite, perd son envie de faire de la nage en compétition. Il décide alors de poursuivre la natation, mais de manière libre, pour le simple plaisir d'être dans l'eau.
Au retour de Rin, et après une course en souvenir du bon vieux temps, Haru, battu, retrouve progressivement l'envie de nager avec ses amis. Il accepte alors de faire partie du club de natation de son lycée, et en devient le vice président.
Le prénom Haruka étant généralement féminin, il est souvent pris pour une fille.
Makoto Tachibana (橘 真琴, Tachibana Makoto)
Voix japonaise : Satsuki Yukino (enfant), Tatsuhisa Suzuki (adulte) , voix française : Adrien Dussaiwoir (enfant), Maxime Van Stantfoort  (adulte)
Makoto est le meilleur ami d'Haruka et est aussi en deuxième année (17 ans) dans la même classe que lui. Contrairement à Haruka, il est plus ouvert et parle souvent pour ce dernier. Il est agréable et très prévenant, faisant toujours passer les autres avant lui-même. Cependant, il est un cœur faible et est effrayé facilement. Il a développé une crainte de l'océan en raison d'un incident traumatisant dans lequel un vieux pêcheur, que Makoto a grandement idolâtré, fut noyé sous ses yeux dans un ouragan avec beaucoup d'autres. Il est le capitaine du club de natation du lycée. Sa spécialité est le dos crawlé.
Nagisa Hazuki (葉月 渚, Hazuki Nagisa)
Voix japonaise : Satomi Satō (enfant), Tsubasa Yonaga (adulte) , voix française : Thibaut Delmotte (enfant / adulte)
Nagisa est un garçon enjoué ayant un an de moins (16 ans) que ses amis, il va aussi au lycée Iwatobi. Il est plein d'entrain et n'a pas peur de dire ce qu'il pense. Il admire la manière de nager d'Haruka depuis l'école primaire et s'inscrit à son lycée dans l'espoir de nager avec lui de nouveau. C'est lui qui a eu l'idée de créer le club de natation à Iwatobi et est le trésorier du club. Il a une fascination étrange envers la mascotte (étrange) du club, Iwatobi-chan. Sa spécialité est la brasse.
Rin Matsuoka (松岡 凛, Matsuoka Rin)
Voix japonaise : Akeno Watanabe (enfant), Mamoru Miyano (adulte) , voix française : Olivia Auclair (enfant), Maxime Donnay (adulte)
Rin est le rival d'Haruka et était un de ses coéquipiers de l'école primaire. Il revient au Japon après ses études en Australie pendant le collège et se brouille avec ses anciens coéquipiers en raison d'un changement de sa personnalité, qui est survenu après qu'il a subi une lourde défaite dans une course contre Haruka pendant leur première année de collège. Il est allé en Australie après la jonction du club de natation et la victoire pendant le relais. Il va à l'Académie Samezuka, mais ne s'est pas initialement joint à l'équipe de natation de Samezuka (dans le début de la deuxième saison Rin devient le capitaine d'équipe de natation de Samezuka). Malgré sa rivalité auto-proclamée contre les membres du club de natation d'Iwatobi, il continue à démontrer sa préoccupation pour eux, particulièrement pour Haruka. Il a adopté le rêve de son père : devenir un nageur olympique. C'est le frère de Gou. Son style de prédilection est la nage papillon, mais aussi le libre.
Rei Ryūgazaki (竜ヶ崎 怜, Ryūgazaki Rei)
Voix japonaise : Yōko Hikasa (enfant), Daisuke Hirakawa (adulte) , voix française : Adrien Dussaiwoir (enfant), Gauthier de Fauconval  (adulte)
Rei est le camarade de classe de Nagisa (17 ans ) et un membre du club de natation du lycée. Il est beau et intelligent, mais est souvent manipulé par Nagisa pour quelques raisons. Il est très attiré par toutes les choses belles, tant tangible que non-tangible et fera tout ce qui est en son pouvoir pour éviter des choses qu'il revendique "peu attrayantes". Il était à l'origine du club d'athlétisme du lycée. Il a refusé plusieurs fois de rejoindre le club de natation, parce qu'il prétendait que nager n'était pas assez beau. Il rejoint le club de natation grâce à l'insistance obsessionnelle de Nagisa  et après avoir vu Haruka nager. Au départ, il ne sait pas nager mais avec un peu d'aide de Haruka, il réussit à apprendre. De tous les styles de nage, Rei ne sait au départ faire que le papillon. Dans la saison 2, Rin enseigne à Rei à nager les trois autres styles de nage.
Gou Matsuoka (松岡 江, Matsuoka Gō)
Voix japonaise : Akeno Watanabe, voix française : Marie Du Bled
Gou est la petite sœur de Rin. Elle est première année au Lycée Iwatobi. Elle préfère être appelée selon la lecture plus typique de son nom, Kou, dû au fait que Gou est à la base un nom de garçon, quoiqu'elle y renonce finalement, surtout en raison de Nagisa l'appelant avec insistance Gou. Elle rejoint le club de natation comme manager, dans l'espoir d'aider à faire redevenir Rin comme avant. Elle est très organisée et déterminée, allant même aussi loin dans l'utilisation de la calligraphie pour créer le calendrier pour augmenter la pression sur la formation. Elle a un fétiche de muscle et a tendance à rougir autour des hommes en admirant leurs muscles.

### Personnages secondaires
Seijuro Mikoshiba (御子柴 清十郎, Mikoshiba Seijūrō)
Voix japonaise : Kenjiro Tsuda, voix française : Alexandre Crepet
Il est le capitaine de l'Équipe de Natation de l'Académie Samezuka lors de la saison 1 et un troisième année du lycée. Il semble avoir le béguin pour Gou. Il est une personne très enthousiaste et un nageur très qualifié. C'est le grand frère de Momotaro. Sa spécialité est le papillon.
Miho Amakata (天方 美帆, Amakata Miho)
Voix japonaise : Satsuki Yukino, voix française : Claire Tefnin
Miho est le professeur de la classe de Haruka et Makoto. Elle enseigne la littérature classique. Les étudiants la surnomme Ama-chan. Les rumeurs parmi des étudiants Iwatobi suggèrent qu'elle soit partie à Tokyo poursuivre son rêve d'être dans une entreprise de maillot de bain, mais qu'elle aurait laissé tomber et soit devenue professeur à la place. Bien qu'elle ait une personnalité originale et optimiste, parfois elle utilise des expressions vieilles et embrouillantes de littérature pour faire un point. Elle devient le conseiller de faculté pour le club de natation après que Nagisa a découvert son travail à Tokyo sur les maillots de bain. Il est révélé qu'elle était un modèle de maillot de bain marchant sous le nom de "Marin-chan". Elle semble détester ses jours comme top-modèle et prend des mesures extrêmes pour cacher sa carrière précédente. Dans la conversation, elle émettra de mauvaises auras si elle estime que le sujet va dangereusement près de ses jours de modélisation.
Goro Sasabe (笹部 吾朗, Sasabe Gorō)
Voix japonaise : Hiroshi Yanaka, voix française : Antoni LoPresti
Goro était l'entraîneur de natation au club de natation abandonné d'Iwatobi, ayant entraîné Haruka, Makoto, Nagisa et Rin pendant qu'ils étaient à l'école primaire. Il travaille à temps partiel comme livreur de pizzas à Iwatobi parce qu'il aime la ville, mais commence à réentraîner Haruka, Makoto Nagisa, et Rei, en voyant leur enthousiasme. Il est normalement décontracté, mais peut être incroyablement strict avec les garçons d'Iwatobi lors de l'entraînement
Aiichiro Nitori (似鳥 愛一郎, Nitori Aiichirō)
Voix japonaise : Kouki Miyata, voix française : Émilie Guillaume
Aiichiro est un membre de l'équipe de natation de Samezuka, et il idolâtre Rin. Il partage sa chambre avec Rin lors de la première saison et ensuite avec Momotaro dans la deuxième saison. Il nage le libre sur longue distance au départ, mais commence à se concentrer plus sur la brasse dans la deuxième saison. Il est ravi quand Rin le nomme pour être le nouveau capitaine de Samezuka à la fin de la série.
Momotaro Mikoshiba (御子柴 百太郎, Mikoshiba Momotarō)
Voix japonaise : Ken'ichi Suzumura
Il est le petit frère de Seijuro et en première année à l'Académie Samezuka. Initialement, il ne rejoint pas l'équipe de natation, mais le fait plus tard à la demande de Rin. Comme son frère, il a le béguin pour Gou. Il est une personne très enthousiaste et un nageur de dos crawlé très habile. Il apparaît dans la deuxième saison.
Sousuke Yamazaki (山崎 宗介, Yamazaki Sōsuke)
Voix japonaise : Aoi Yūki (enfant), Yoshimasa Hosoya (adulte)
Sousuke est le meilleur ami d'enfance de Rin de l'école élémentaire et est la personne qui comprend le mieux Rin. Il est transféré à l'Académie Samezuka donc il peut passer son année de lycée à nager avec Rin dans sa ville natale. Ayant une forte personnalité, il ne laisse pas quoi que ce soit l'irriter. Il prend une position sèche et dure en natation envers lui et d'autres personnes de son entourage. Il est un nageur de papillon très habile et a été classé dans les 10 premiers au Japon. Après que Rin soit parti pour l'Australie, il s'est mis en tête de devenir un jour un nageur professionnel aux côtés de Rin. Il est révélé qu'en raison de sa formation durant sa première année de lycée, il a été sévèrement blessé à son épaule, ruinant à jamais ses chances d'entrer dans le monde professionnel. Il apparaît dans la deuxième saison.

## Anime

### Série télévisée
La première annonce officielle concernant Free! a eu lieu en avril 2012 lorsqu'une image, sur laquelle apparaît Haruka en train de nager, est publiée sur le site Internet de Animation DO.
Le 6 mars 2013, une publicité d'une durée de trente secondes, en forme d'aguiche, est diffusée sur la chaîne de télévision Tokyo MX,. Elle montre les personnages de Haruka, Rin, Makoto et Nagisa, sans pour autant dévoiler leur nom, ni le titre de la série. Cette annonce publicitaire provoque de nombreuses réactions sur les « réseaux sociaux », et suscite une grande quantité de fan art. L'engouement autour de cette série se ressent en particulier sur le site Internet Tumblr, à tel point que certains de ses membres baptisent déjà la série Swimming Anime (Anime de natation).
Le nom de l'anime est finalement révélé le 26 avril 2013. Celui-ci est réalisé par Hiroko Utsumi, scénarisé par Masahiro Yokotani et comporte des musiques de Tatsuya Katou. L'anime a été diffusé du 4 juillet 2013 au 26 septembre 2013 sur Tokyo MX. À la fin de la diffusion du dernier épisode, un teaser annonçant une nouvelle saison a été montré. Cette seconde saison a ensuite été confirmée en janvier 2014. Intitulée Free! Eternal Summer, elle est diffusée à partir du 2 juillet 2014.
Une troisième saison est diffusée depuis juillet 2018.
Dans les pays francophones, la série est proposée en version originale sous-titrée et en version française à partir du 25 juillet 2018 sur Crunchyroll,,.Elle est également diffusée sur la chaîne Nolife depuis juin 2014. Crunchyroll propose également la série à l'international en anglais, espagnol et portugais.

#### Liste des épisodes

##### Saison 1
| No | Titre français                      | Titre japonais                | Titre japonais               | Date de 1re diffusion |
| No | Titre français                      | Kanji                         | Rōmaji                       | Date de 1re diffusion |
| -- | ----------------------------------- | ----------------------------- | ---------------------------- | --------------------- |
| 01 | Retrouvailles aux starting-blocks ! | 再会のスターティングブロック! | Saikai no Sutātingu Burokku! | 4 juillet 2013        |
| 02 | Souvenirs dans la distance !        | 追憶のディスタンス!           | Tsuioku no Disutansu!        | 11 juillet 2013       |
| 03 | Battement de dauphin théorique !    | 理論のドルフィンキック!       | Riron no Dorufin Kikku!      | 18 juillet 2013       |
| 04 | Le papillon emprisonné !            | 囚われのバタフライ！          | Toraware no Batafurai!       | 25 juillet 2013       |
| 05 | Épreuve en eaux profondes !         | オープンウォーターで体験!     | Ōpun Wōtā de Taiken!         | 7 août 2013           |
| 06 | Absence de respiration choquante !  | 衝撃のノーブりージング！      | Shōgeki no Nōburījingu!      | 15 août 2013          |
| 07 | Combat décisif au style simple !    | 決戦のスタイルワン！          | Kessen no Sutairu Wan!       | 22 août 2013          |
| 08 | Revanche au relais !                | 逆襲のメドレー！              | Gyakushū no Medorē!          | 29 août 2013          |
| 09 | Relâchement hésitant !              | 迷いのルーズンアップ！        | Mayoi no Rūzun Appu!         | 5 septembre 2013      |
| 10 | Rythme cardiaque irritant           | 苛立ちのハートレイト！        | Iradachi no Hāto Reito!      | 12 septembre 2013     |
| 11 | All-out passionné !                 | 激情のオ一ルアウト！          | Gekijō no Ōru Auto!          | 19 septembre 2013     |
| 12 | Liberté lointaine !                 | 遙かなるフリー!               | Harukanaru Furī!             | 26 septembre 2013     |

##### Saison 2
| No | Titre français                  | Titre japonais              | Titre japonais                   | Date de 1re diffusion |
| No | Titre français                  | Kanji                       | Rōmaji                           | Date de 1re diffusion |
| -- | ------------------------------- | --------------------------- | -------------------------------- | --------------------- |
| 01 | Une course endiablée            | 嵐のダイブダッシュ！        | Arashi no Daibu Dasshu!          | 2 juillet 2014        |
| 02 | La nage du destin               | 邂逅のストローク！          | Kaigō no Sutorōku!               | 9 juillet 2014        |
| 03 | Le papillon des adieux          | 別れのバタフライ!           | Wakare no Batafurai!             | 16 juillet 2014       |
| 04 | Le virage promis                | 約束のサマーソルトターン!   | Yakusoku no Samāsoruto Tān!      | 23 juillet 2014       |
| 05 | Respiration déterminée          | 決意のヘッドアップ!         | Ketsui no Heddo Appu!            | 30 juillet 2014       |
| 06 | L'invincible premier !          | 無敵のプライム!             | Muteki no Puraimu!               | 6 août 2014           |
| 07 | Le track start de la revanche ! | 雪辱のクラウチングスタート! | Setsujoku no Kurauchingu Sutāto! | 13 août 2014          |
| 08 | La curieuse locomotive !        | 変局のロコモーティブ！      | Henkyoku no Rokomōtibu!          | 20 août 2014          |
| 09 | Forme au ralenti !              | 失速のフォーミング!         | Shissoku no Fōmingu!             | 27 août 2014          |
| 10 | Les larmes des six battements ! | 涙のシックスビート!         | Namida no Shikkusu-Bīto!         | 3 septembre 2014      |
| 11 | Le virage de la destinée !      | 運命のネバーターン!         | Unmei no Nebā Tān!               | 10 septembre 2014     |
| 12 | Prolongations à l'étranger !    | 異郷のスイムオフ!           | Ikyō no Suimofu!                 | 17 septembre 2014     |
| 13 | Le début de l'été éternel !     | はじまりのエターナルサマー! | Hajimari no Etānaru Samā!        | 24 septembre 2014     |

##### Saison 3
| No | Titre français                               | Titre japonais           | Titre japonais           | Date de 1re diffusion |
| No | Titre français                               | Kanji                    | Rōmaji                   | Date de 1re diffusion |
| -- | -------------------------------------------- | ------------------------ | ------------------------ | --------------------- |
| 01 | Départ de plongeon bourgeonnant !            | 芽吹きのダイブスタート！ | Mebuki no Daibu Sutāto!  | 12 juillet 2018       |
| 02 | Une promesse à la vue d'une étoile filante ! | 流星のプロミス！         | Ryūsei no Puromisu!      | 19 juillet 2018       |
| 03 | Nage à poings fermés à l'étranger !          | 異国のフィストスイム！   | Ikoku no Fisuto Suimu!   | 26 juillet 2018       |
| 04 | Perte par immixtion !                        | 喪失のインターフェア！   | Sōshitsu no Intāfea!     | 2 août 2018           |
| 05 | Entraînement de mauvais augure !             | 兆しのワークアウト！     | Kizashi no Wākuauto!     | 9 août 2018           |
| 06 | La sirène des abysses !                      | 深淵のマーメイド！       | Shin'en no Māmeido!      | 16 août 2018          |
| 07 | Relais loin du monde !                       | 孤高のメドレー！         | Kokō no Medorē!          | 23 août 2018          |
| 08 | La métamorphose de l’âme !                   | 魂のメタモルフォーゼ！   | Tamashī no Metamorufōze! | 30 août 2018          |
| 09 | Accalmie en soirée !                         | 夕凪のインターバル！     | Yūnagi no Intābaru!      | 6 septembre 2018      |
| 10 | Le plongeon de l'espoir !                    | 希望のグラブスタート！   | Kibō no Gurabu Sutāto!   | 13 septembre 2018     |
| 12 | Dive to the Future !                         | Dive to the Future!      | Dive to the Future!      | 27 septembre 2018     |

| Début             | Début                  | Début    | Fin      | Fin                  | Fin |
| Épisodes          | Titre                  | Artiste  | Épisodes | Titre                | Artiste |
| ----------------- | ---------------------- | -------- | -------- | -------------------- | --- |
| Saison 1 : 1 - 12 | Rage On                | OLDCODEX | 1 - 11   | Splash Free          | Style Five |
| Saison 1 : 1 - 12 | Rage On                | OLDCODEX | 12       | Ever Blue            | Style Five |
| Saison 2 : 1 - 13 | Dried Up Youthful Fame | OLDCODEX | 1 - 12   | Future Fish          | Style Five |
| Saison 2 : 1 - 13 | Dried Up Youthful Fame | OLDCODEX | 13       | Clear Blue Departure | Nobunaga Shimazaki, Tatsuhisa Suzuki, Tsubasa Yonaga, Daisuke Hirakawa, Mamoru Miyano, Yoshimasa Hosoya, Kōki Miyata et Kenichi Suzumura |
| Saison 3 : 1 - 12 | Heading to Over        | OLDCODEX | 1 - 11   | Gold Evolution       | Style Five |
| Saison 3 : 1 - 12 | Heading to Over        | OLDCODEX | 12       | Blue Destination     | Nobunaga Shimazaki, Tatsuhisa Suzuki, Tsubasa Yonaga, Daisuke Hirakawa, Mamoru Miyano, Toshiyuki Toyonaga et Kōki Uchiyama               |

### Films d'animation
La production du film d'animation High Speed! -Free! Starting Days- est annoncée en mars 2015. Celui-ci est sorti le 5 décembre 2015 au Japon et se déroule pendant les années collège.
Une trilogie de films d'animation est sortie en 2017. Les deux premiers, Free! -Timeless Medley- Kizuna and Free! -Timeless Medley- Yakusoku sont des récapitulatifs des deux premières saisons, tandis que le troisième film, Free! -Take Your Marks-, propose un scénario inédit.
Un nouveau film récapitulatif Free! Road to the world - Yume sort le 5 juillet 2019 et résume la troisième saison. Après avoir été repoussés à la suite de l'incendie criminel du studio, deux nouveaux films Free!–the Final Stroke– poursuivant l'intrigue de la saison 3 sont sortis le 17 septembre 2021 (partie 1) et le 22 avril 2022 (partie 2), respectivement.

## Light novel
Le light novel High Speed! (ハイ☆スピード, Hai Supīdo) écrit par Kōji Ōji avec des illustrations de Futoshi Nishiya a reçu la mention Honorable lors de la cérémonie Kyoto Animation Award en 2011. Il a ensuite été publié par Kyoto Animation le 8 juillet 2013. Contrairement à l'anime qui retrace les évènements du lycée, l'histoire du roman se déroule à l'époque du collège. Un second volume est sorti le 2 juillet 2014 et introduit trois nouveaux personnages,.